# 夢想権之助

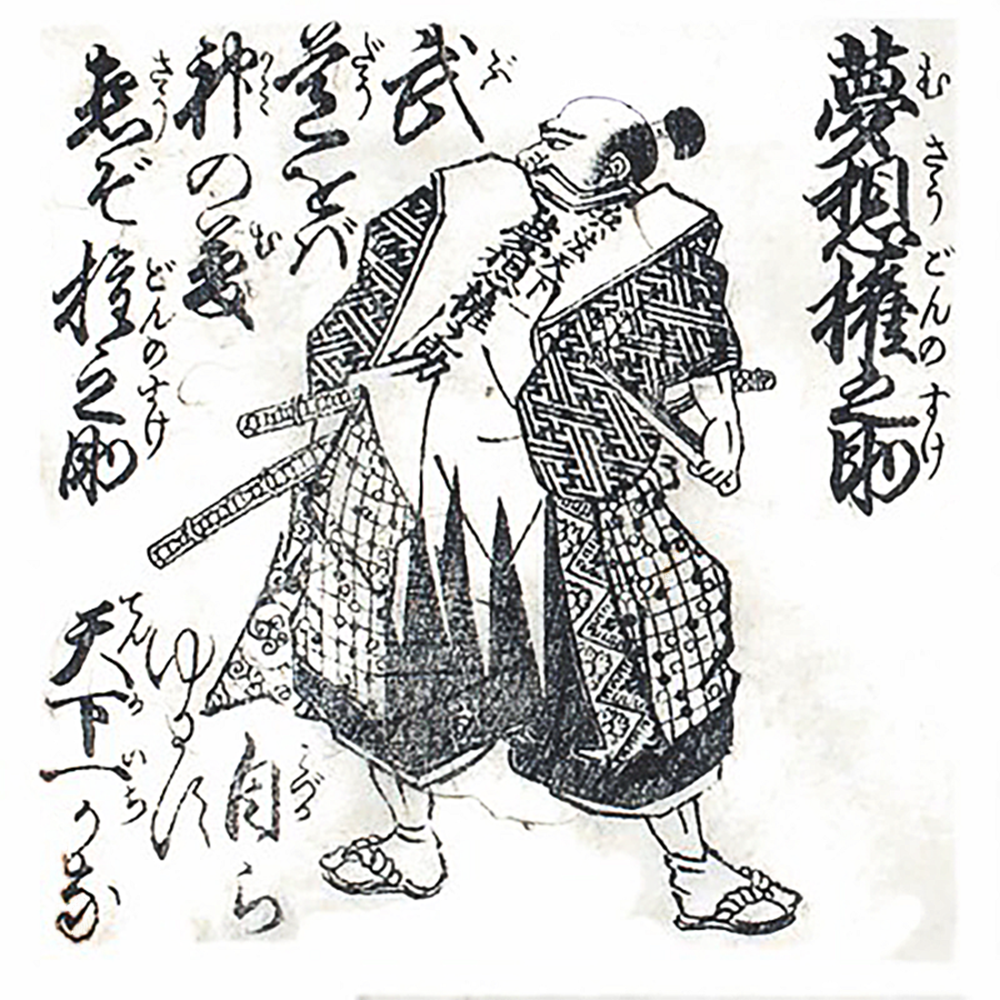
夢想權之助勝吉

夢想 権之助（むそう ごんのすけ、夢想權之助）は、江戸時代初期の剣客である。生没年は不明。また、杖術として有名な神道夢想流杖術の流祖である。同流の口伝では名字は山本、諱は勝吉である。『武芸流派大事典』（綿谷雪、山田忠史）によれば本姓は平野、通称は権兵衛。
『武芸流派大事典』によれば、霞流の桜井大隅守（諱は吉勝）が師、弟子は小首孫右衛門（諱は吉重）。また、松林蝙也斎も権之助の弟子であるといわれる。
夢想権之助は宮本武蔵に敗れたとされている。時期は『海上物語』（惠中（堤六左衛門　諱は坂行）、寛文6年（丙年）弥生（1666年3月））では武蔵が明石滞在時、『二天記』（安永5年（1776年）。なお元となった『武公伝』に記載はない）では、江戸滞在時である。
当流の口伝では、後日に権之助が宝満山の竈門神社で祈願し杖術の研究を重ね、再び武蔵と立会い、ついに破った後に開いたと伝える。
『武稽百人一首』では「武道をば神の夢想ぞ権之助自らゆるす天下一かな」とよまれている。

## 登場作品
- 昆飛雄『杖術師夢幻帳』(1993年、富士見ファンタジア文庫)
- 佐江衆一『捨剣 夢想権之助』(1992年、新潮社)